# Drum and Bass
Drum and Bass (Drum ’n’ Bass, kurz D’n’B) ist eine Richtung der Elektronischen Musik, die in England Anfang der 1990er-Jahre entstanden ist und auf beschleunigten Funk-Breakbeats mit einer Geschwindigkeit von etwa 160 bis 190 BPM basiert. Drum and Bass kann als eine Weiterentwicklung der Jungle-Musik mit einfacheren, minimalistischeren Beats betrachtet werden. Charakteristisch für fast alle Spielarten und Sub-Stile des Drum and Bass ist der praktisch vollständige Verzicht auf Gesang, eher selten mit der Ausnahme von (kurzen) eingespielten Stimm-Samples. Analog zur immer weiteren Kommerzialisierung und Anpassung an den Mainstream von Techno wurde auch Drum and Bass häufiger mit Gesang produziert, beispielsweise als Drum-and-Bass-Version eines bekannten Pop-Songs. Auch im Deutsch-Rap wird sich immer häufiger an Drum-and-Bass-Beats bedient.
Ebenso wie Jungle ist Drum and Bass ein wenig massenkompatibler Underground-Musikstil, der sich abseits des kommerziellen musikalischen Mainstreams entwickelte. Während es in Deutschland ein  Underground-Musikstil ohne größere kommerzielle Relevanz blieb und auch nur sehr wenige Titel in die kommerziellen Verkaufs-Charts gelangten, kommen in England regelmäßig Songs in die Top 100, einige erreichten sogar Spitzenplätze. Im deutschsprachigen Raum ist die Verbreitung dagegen – abseits einer eher kleinen Fangemeinde und der Szene selbst – hauptsächlich auf die Untermalung von Werbeclips oder die Verwendung als Hintergrundmusik in TV-Produktionen begrenzt. Nur vereinzelt sind Künstler bei großen Musiklabeln (Major Label) der Musikindustrie unter Vertrag. Drum and Bass wird bis heute im Umfeld der DJ- und Clubszene stetig weiterentwickelt, viele Künstler veröffentlichen auf ihren eigenen, teils sehr kleinen Independent-Labels. Im Lauf der Zeit entstand eine Vielzahl von Sub-Stilen.

## Bezeichnung
Dem Ausdruck Jungle entsprechend geht Drum & Bass als musikalische Bezeichnung vermutlich auf die Kingstoner Reggae-Szene zurück. Dort trat sie erstmals Anfang der 1970er Jahre in Erscheinung, so beispielsweise auf zwei frühen Split-Singles von John Holt (Drum & Bass Ecstasy, 1970) und The Now Generation (Drum & Bass Version, 1971) sowie der vom jamaikanischen DJ Peter Metro (unter dem Pseudonym Peter Rankin) im Jahre 1978 veröffentlichten Single Drum & Bass Style. Die bis dahin häufigste Verwendung fand der Ausdruck Drum & Bass auf Tristan Palmers 1982er Album Show Case (In a Roots Radics Drum and Bass), auf dem jeder der sechs Songs mit einem Drum-&-Bass-Leitspruch als Titelzusatz versehen wurde.
Früheste Erwähnungen der Bezeichnung Drum & Bass im Zusammenhang mit einer aus dem Breakbeat entwickelten Stilvariante der elektronischen Tanzmusik finden sich in Großbritannien seit 1992 (u. a. Brooklyn – Drum & Bass Psykho). Maßgeblich gestützt durch Compilation-Serien wie Jungle Tekno (ab 1992) und The Dark Side – Hardcore Drum & Bass Style (ab 1993) wurde sie dort zeitweise synonym zu Jungle, Breakbeat und Hardcore verwendet.

## Entwicklung

### Die Anfänge
Nachdem sich die englische Breakbeat-Szene zwischen 1989 und 1994 immer wieder anderer Musik-Genres wie Hip-Hop, Ragga, Techno und House bedient hat, um die eigenen Beats mit deren Samples zu bereichern, entwickelte sich 1995 die Einstellung, sich mehr auf das Wesentliche zu konzentrieren.
Musiklabel wie V Recordings (Sublabel Philly Blunt), Moving Shadow, Formation, Reinforced und Suburban Base waren maßgeblich am dunklen Sound des Jungles beteiligt. Dies äußerte sich durch Weglassen der Samples im Hauptteil der Musikstücke und das Nutzen alter Synthesizer wie Juno 106 und TR-606 von Roland, um dem Sound einen elektrischen und düsteren Charakter zu geben. Auch Stimmensamples von Raggatunes oder Horrorfilmen wurden in dieser Zeit bevorzugt verwendet. Bestimmte Drumloops wie der charakteristische Amen Break und bestimmte Bässe wie z. B. Wobble Basslines setzten von nun an Leitlinien, die entscheidend für den weiteren Verlauf waren. Harte Beats und harte Bässe wurden mehr und mehr zur Mode, Tanzbarkeit und bessere Strukturen zum Abmischen wurden weiterentwickelt.

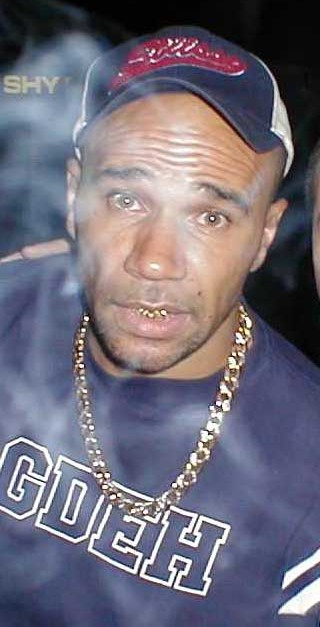
Der britische Künstler Goldie schuf einige stilbildende Tracks und gründete das einflussreiche Metalheadz-Label.

Goldie schuf mit seinem Track „Terminator“ auf dem Label Reinforced die Blaupause von Drum and Bass und gab dem Entstehen einer eigenen Drum-and-Bass-Jugendkultur Vortrieb. Später sollte Goldie zusammen mit den DJs Kemistry & Storm mit Metalheadz eines der wichtigsten und einflussreichsten Drum-and-Bass-Labels gründen.
Ab Mitte der 1990er-Jahre entwickelte Drum and Bass diverse Untergenres, die sich oft mit Step im Namen auszeichneten, was von der Bezeichnung der reduzierten Drum-and-Bass-Beats als Two Step herrührt.
Es geht seit dieser Zeit darum, die rohen Beats, das heißt die immer wieder verwendeten Standard-Breaks, einer komplizierten digitalen Verjüngungskur zu unterziehen. Das geht nicht zuletzt mit der Verfügbarkeit von besseren Samplern und Sequenzerprogrammen einher. Seit dieser Zeit wird mit den Kernelementen der Tracks, also den Beats und den Basslines, immer weiter experimentiert und diese immer weiter ineinander verschachtelt, wodurch sich der typische Sound des heutigen Drum and Bass ergibt. Überhaupt wird in der Drum-and-Bass-Szene großer Wert auf die ständige Weiterentwicklung des Klanges gelegt. So produzieren einige der Künstler, die schon seit den Anfangszeiten der Hardcore- und Jungle-Szene dabei sind, heute völlig andere Musik als noch vor einigen Jahren. Heute bestehen Drum-and-Bass-Grooves häufig gar nicht mehr aus gesampelten Schlagzeugloops, sondern sind oft von Grund auf neu programmiert, wobei der typische rhythmische Charakter der gecutteten Loops nachgeahmt oder aufgegriffen wird.
Drum and Bass wurde seit etwa 1996 auch außerhalb Englands immer populärer. Es entstanden eigenständige Szenen, etwa in Deutschland, den USA und Südamerika. Dennoch blieb das Zentrum der Bewegung in den großen englischen Städten, besonders London und Bristol.

### Verbreitung in Deutschland
Der Mannheimer Milk!-Club war wohl der erste Ort in Deutschland, der nur dieser Musik gewidmet war. Größen der britischen Szene kamen zuerst hierher. Bassface Sascha, neben „Groover Klein“ einer der dort residierenden DJs, gründete später die ersten größeren deutschen Drum-and-Bass-Labels und stellte auch die ersten weit verbreiteten Sampler, wie etwa Jungle Fever und Hardstep Upfront, zusammen. Das Milk! wurde 1992 vom Groove-Magazine zum Club des Jahres gewählt, als Love-Pirates präsentierte sich das Milk! und die Milk!-Posse auch auf der Loveparade in Berlin. Des Weiteren etablierte die Milk!-Posse einen neuen Club in Frankfurt am Main – das XS. Aus dem Umfeld des Milk!-Clubs entstanden auch die Großveranstaltungen der legendären Euphoria sowie die Future-Veranstaltungen, die neben der neueren Kings of the Jungle bis heute die größten in Deutschland sind. Aus dem ebenfalls legendären Vibration-Club (in Forst bei Bruchsal), in dem erstmals ab 1994 in Deutschland wöchentlich UK-DJs und MCs anreisten, entstand aus einer zufälligen Überbuchung die bekannteste Großveranstaltung, die Meditation-Reihe.
In Berlin entwickelte sich zeitgleich eine Drum-and-Bass-Szene, die in Deutschland, wie die Stadt selbst, eine Inselstellung einnahm. Hier stand stets der „Underground“-Gedanke im Vordergrund, weshalb große Events wie in Mannheim nicht stattfanden, obwohl in vielen kleinen Clubs Drum and Bass zu hören war.

### Verbreitung in Österreich

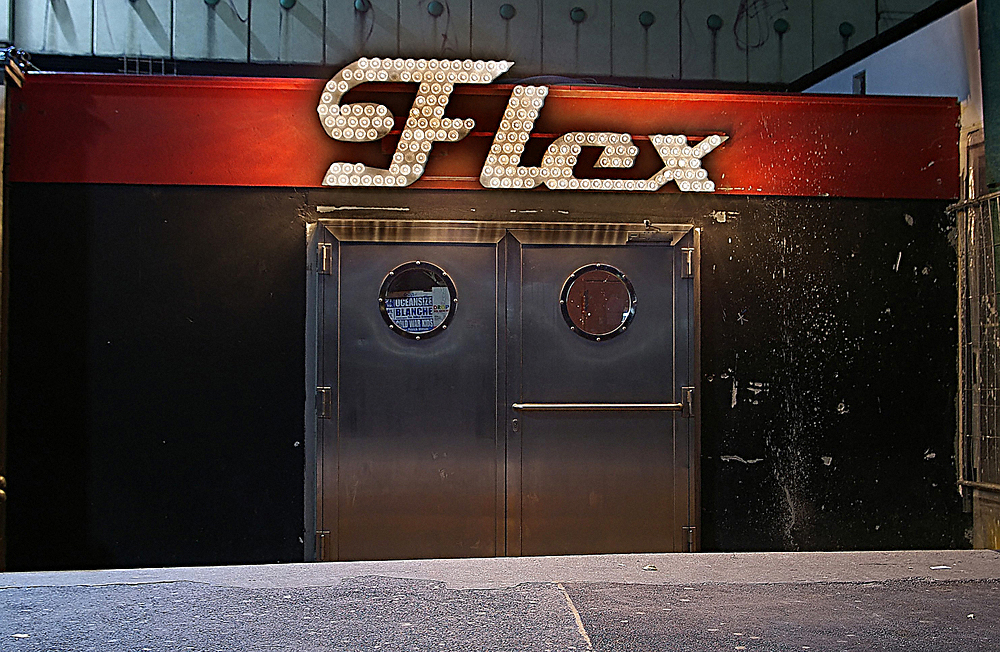
Für die österreichische Szene spielt das Flex in Wien eine wichtige Rolle.

Die sehr aktive Drum-and-Bass-Szene Österreichs hat ihr Hauptaugenmerk auf Wien, als auch Linz, Graz, Salzburg, Sankt Pölten, Innsbruck und im Tiroler Unterinntal, Kufstein und Umgebung, sowie in Dornbirn. Darunter sind Clubs wie Flex, Arena, WUK, Pratersauna, „Roxy“ oder „Fluc“ in Wien, „Q-West“ in Kufstein, die Stadtwerkstatt in Linz, „Hafen“ Innsbruck, „Die Kantine“ in Salzburg, „ppc“ und „Postgarage“ in Graz, das „Warehouse“ in St. Pölten, oder das Conrad Sohm in Dornbirn. Zu den wichtigsten fixen Veranstaltungsreihen zählen „Beat It“ und „Future Beatz“ im Flex, als auch „Therapy Sessions“ und „Mainframe“ in der Wiener Arena, sowie „Vollkontakt“ im Fluc, „Audio Cortex“ im Q-west Kufstein und „Low-Cut“ im Conrad Sohm. Mit dem Urban Art Forms Festival, zuerst in Wiesen, dann am Schwarzlsee in der Nähe von Graz fand in Österreich von 2005 bis 2015 eines der größten europäischen Drum-and-Bass-Festivals statt. Seit 2016 trägt es den Namen Nu Forms Festival und ist an seinen Ursprungsort im Burgenland zurückgekehrt. Wichtigster Vertreter ist D.Kay, der 2003 vom britischen Knowledge Magazine zum „Best Breakthrough Producer“ nominiert wurde. In Wien wurde auch das deutschsprachige Drum-and-Bass-Magazin resident herausgegeben. In den letzten Jahren konnte auch das Duo Camo & Krooked internationale Erfolge feiern und gewann unter anderem 2011 den Titel der besten Produzenten des Jahres bei den Drum and Bass Arena Awards.

### Einfluss auf andere Stilrichtungen
Drum and Bass hatte Einfluss auf viele spätere experimentelle Stilrichtungen der elektronischen Musik. Zu diesen gehört auch Digital Hardcore, welches Mitte der 1990er Jahre von der Band Atari Teenage Riot eingeführt wurde. Die Gruppe kombinierte Drum and Bass mit Hardcore Punk und Gabber-Einflüssen. Im Digital Hardcore finden auch Noise-Elemente und Soundscapes Verwendung. Beispiele für Digital Hardcore sind „Deutschland has gotta die“ von Atari Teenage Riot sowie „Kiss of Death“ von Alec Empire (Ersterer Track ist sehr D’n’B-lastig, letzterer sehr punkrocklastig).

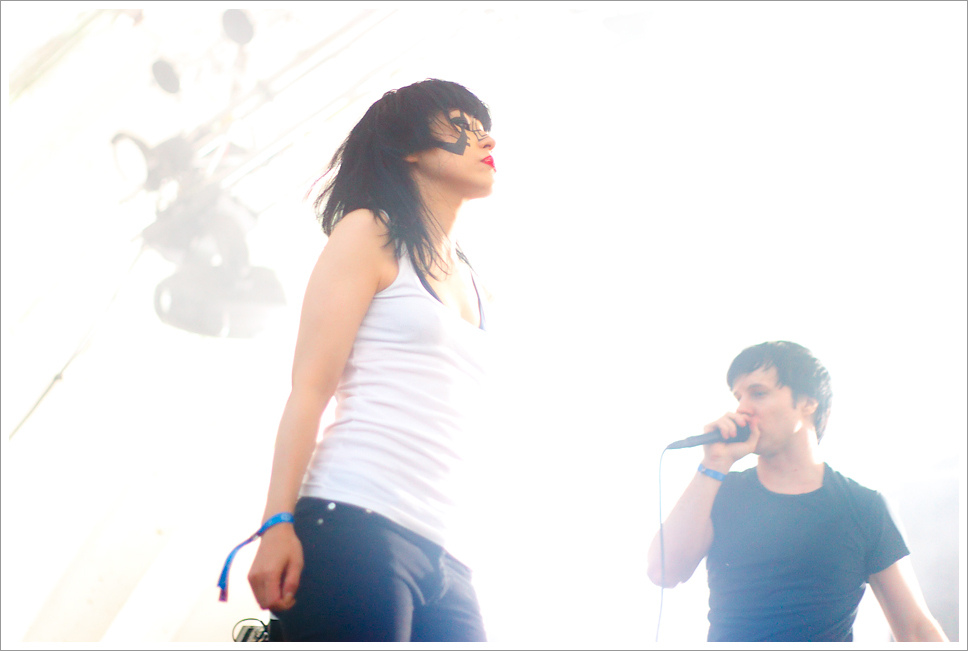
Atari Teenage Riot kombinierten D’n’B mit anderen Einflüssen zu Digital Hardcore.

Eine ganz eigene Interpretation des Drum and Bass wurde in der zweiten Hälfte der 1990er-Jahre von Künstlern wie Squarepusher, Aphex Twin, und Tim Exile entwickelt. In diesen Tracks werden die Beats extrem „zerhäckselt“ und zu sehr komplexen Rhythmen transformiert. Das Tempo ist oft noch höher als beim üblichen Drum and Bass und die Tracks besitzen keine repetitive Struktur mehr. Stattdessen verändern sich die Beats in rasantem Tempo und werden in Sekundenschnelle dekonstruiert, neu zusammengesetzt und variiert. Diese Musikrichtung wird oft als „Drill ’n’ Bass“ bezeichnet, wobei dieser Begriff die Musik nur schwer zu fassen vermag. Die genannten Künstler interpretieren oft ein breites Spektrum an Stilen und es finden sich auch zahlreiche Songs, die eher im Bereich des Techno, Jazz oder Ambient anzusiedeln sind. Ein relativ typischer „Drill’n’Bass“-Track ist Menelec auf dem Squarepusher-Album Ultravisitor.
Auf Basis dieser zwei Entwicklungen entstand Breakcore durch die Arbeit von Alec Empire durch seine Soloprojekte neben ATR. Der bekannteste Breakcore-Künstler ist Venetian Snares. Auch die Cybergrind-Gruppe The Berzerker ist stark von D&B beeinflusst.

## Untergattungen

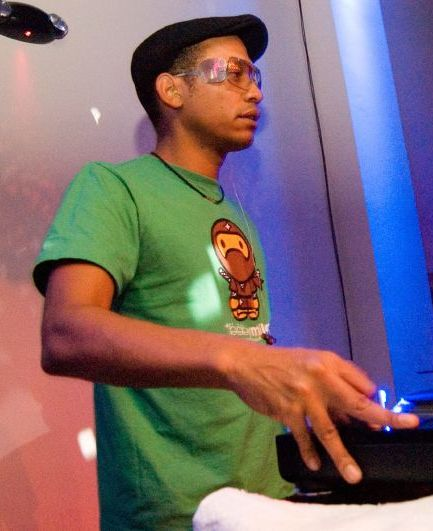
LTJ Bukem, der für Ambient oder Intelligent Drum and Bass mit hypnotischer, Trance-artiger Stimmung bekannt wurde, im Jahr 2006.

- Jump Up nennt man eine schnelle, treibende, extrem auf die wesentlichen Elemente (Beats und Bassline) reduzierte Variante des Drum and Bass, die sich zu einer der populärsten Varianten entwickelte. Oft werden Jump-Up-Tracks von einem MC begleitet. Jump Up war von 1995 bis 1998 sehr populär.
- Hardstep ist ein 1994 aufgekommenes Subgenre des Drum and Bass und die Urform der sog. Step-Varianten. Es zeichnet sich durch schnelle, manchmal verzerrte Beats und eine Reduzierung des Rhythmus aus. Die Tracks werden von harten Beats und Basslines dominiert. Die bekanntesten Vertreter dieses Genres sind Dieselboy, Evol Intent, Technical Itch, Phace, Limewax, Current Value, Ram Trilogy (Andy C und Ant Miles), Dylan Hisley und Ed Rush & Optical.
- Der sog. Techstep etablierte sich 1997, ist in seinen Elementen noch wesentlich reduzierter als der klassische Drum and Bass, weist aber auch Einflüsse aus dem Techno (insbesondere Synth-Sounds) auf. Er hat eine sehr düstere, hypnotische Grundstimmung, ähnlich dem Jungle-Subgenre Darkside. Die rollenden Basslines wirken bedrohlich, aggressiv und bellend.
- Darkstep ging Ende der 1990er-Jahre aus dem Techstep hervor, orientierte sich anfangs aber noch stärker am Darkside. „Rollende“ Breakbeats sowie charakteristische Basslines wie der Reese Bass werden verwendet. Einige bekannte Vertreter sind ebenfalls in den Subgenres Hardstep, Techstep oder Neurofunk wiederzufinden.
- Jazzstep zeichnete sich durch das Einbeziehen von Jazz-Samples und typisch jazzigen Harmonien aus. Der Stil entwickelte sich später weiter zum Liquid Funk.

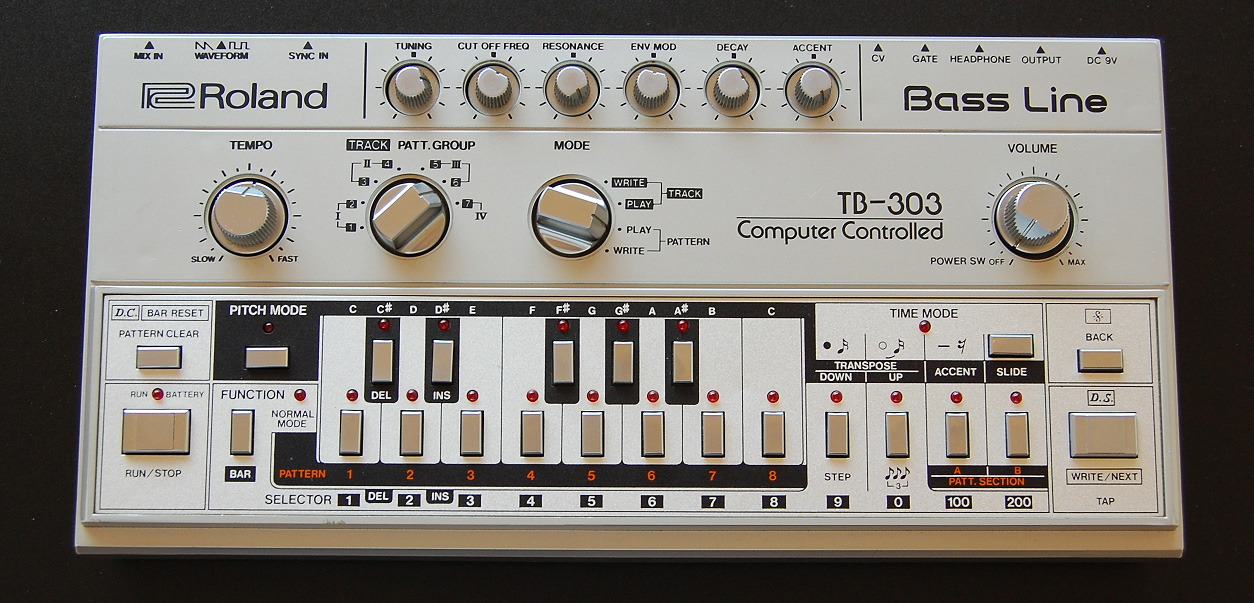
Der typische Sound bestimmter Synthesizer, wie des analogen TB-303 von Roland, beeinflussten ähnlich wie im Techno den Sound ganzer Sub-Stile wie des Neurofunk.

- Atmospheric Drum and Bass (oder Ambient Drum and Bass/Intelligent Drum and Bass) war eine ruhigere Variante, in der flächige Pad-Sounds mit für Drum and Bass relativ langsamen Beats (140–160 bpm) und Ethno-Elementen kombiniert wurden und so eine hypnotische, Trance-artige Stimmung schufen. Bekanntester Vertreter ist LTJ Bukem. Anfang der 2000er wurde der Stil durch Leadsounds und einen treibenderen Grundcharakter erweitert und so weiterentwickelt, es entstand der Trancestep.
- Neurofunk entstand Ende der 1990er-Jahre durch Kombination des Drum and Bass mit Techno- und Acid-Einflüssen, wie die verbreitete Verwendung des Sounds des Synthesizers Roland TB-303.
- Drumfunk, auch bekannt als Edits oder Choppage entstand Anfang 2000. Der Fokus von Drumfunk liegt hauptsächlich bei den Drums. Es werden häufig klassische Funkbreaks verwendet und zu komplexen Beats arrangiert. Als Hauptvertreter kann man Paradox, Equinox, Fanu, Seba und Chris Inperspective nennen. Die wichtigsten Labels wären Inperspective Rec., Breakin und Paradox Music – im Netlabelbereich Exegene und Plainaudio.
- Sambass wird die Mischung von Drum and Bass und Samba genannt. Das Genre ist sowohl Samba als auch D’n’B zuzuordnen, da es von DJs wie z. B. DJ Marky und Samba-Gruppen gespielt wird.
- Liquid Funk Melodischer Drum and Bass
- Drumstep ist eine Kombination aus Drum and Bass und Dubstep.

## Rhythmus-Schema
Die Grundlage der meisten Drum Patterns im Drum and Bass sieht so aus (in diesem Fall ist es ein einfacher 2-Step-Beat):
```
Hi-Hat   . . x . . . x . x . . . . . x .
Snare    . . . . o . . . . . . . o . . .
Bassdrum o . . . . . . . . . o . . . . .

```

oder
```
Hi-Hat   x . x . x . x x x . x . x . x .
Snare    . . . . o . . . . . . . o . . .
Bassdrum o . . . . . . o . . o . . . . .

```

oder (angelehnt an den Amen Break)
```
Hi-Hat   x . x . x . x . x . x . x . x .
Snare    . . . . O . . o . o . . O . . .
Bassdrum O . O . . . . . . . O . . . . .

```

In den düstereren Subgenres (Darkstep etc.) kommt auch oft dieses aus dem Jungle stammende Drumpattern in einigen Variationen vor:
```
Hi-Hat   . . x . . . . . x . . . . . x .
Snare    . . . . O . . . . . O . . . . .
Bassdrum O . . . . . O . . . . . O . . .

```